# Cubiro
Cubiro ist ein Dorf im venezolanischen Bezirk Jiménez, im Bundesstaat Lara.
Cubiro befindet sich im bergigen Gebiet und hat milde Temperaturen das ganze Jahr.
Das Dorf wurde von Diego de Losada im Jahr 1545 gegründet.
Cubiro lebt von der Landwirtschaft und vom Tourismus. Etwa 7000 Menschen leben dort.